# 객체 관계 데이터베이스

객체 지향 데이터베이스 모델의 예

객체 관계 데이터베이스(object-relational database; ORD, ORDB) 또는 객체 관계형 데이터베이스 관리 시스템(object-relational database management system; ORDBMS)은 객체지향 데이터베이스 모델을 가진 관계형 데이터베이스 관리 시스템(RDBMS, 관계 데이터베이스)을 말한다. 소프트웨어 개발자가 스스로 데이터 형과 메서드(이 두 조합은 객체 지향에서 말하는 객체의 클래스에 해당)를 자유롭게 정의하여 데이터베이스를 개발할 수 있는 데이터베이스 관리 시스템 (DBMS)이다.
기존의 RDBMS에 외부 소프트웨어 도구를 추가하여 ORDBMS와 비슷한 기능을 제공하게 할 수도 있는데, 이러한 외부 소프트웨어 도구를 객체 관계 매핑 시스템이라고 부른다.
관계 모델을 기반으로 RDBMS 또는 SQL-DBMS는, SQL과 같은 데이터베이스 언어 표준에 의해 사전에 규정된 제한된 데이터 형식 집합에 속하는 데이터에 대해서는 효과적으로 처리할 수 있지만, 객체 지향의 사고방식을 채용한 ORDBMS에서는 소프트웨어 개발자가 스스로 데이터 형식과 방법을 자유롭게 정의하여 데이터베이스를 개발하여 DBMS에 통합시킬 수 있다. ORDBMS 기술의 목표는 소프트웨어 개발자에게 문제 영역을 생각하는 수준까지 데이터베이스 설계의 추상화 수준을 높이는 것이다.
ORDBMS가 구현된 것은 Illustra, Informix Dynamic Server, PostgreSQL, IBM DB2, 티베로, 오라클 데이터베이스 등이 있다.

## 같이 보기
- 문서 지향 데이터베이스
- SQL
- 객체 지향 데이터베이스
- 객체 관계 매핑
- 관계형 모델
- LINQ
- 엔티티 프레임워크